# Ilisiakos BC
Maillots
L'Ilisiakos A.O. BC Athènes (en grec moderne : Ηλυσιακός Α.Ο. KAE) est un club grec de basket-ball du quartier Ilíssia de la ville d'Athènes.

## Historique
Issu d'un club omnisports fondé en 1927, la section basket-ball voit le jour en 1968.
Le meilleur résultat du club est une participation au Final Four de la Coupe de Grèce de 1995 où le club termine à la quatrième place.